# Lethe armandina
Lethe armandina är en fjärilsart som beskrevs av Charles Oberthür 1881. Lethe armandina ingår i släktet Lethe och familjen praktfjärilar. Inga underarter finns listade i Catalogue of Life.